# Вики (Доктор Ху)
Вики (енгл. Vicki) је измишљени лик у британској научнофантастичној телевизијској серији Доктор Ху који тумачи Морин О'Брајен. Она је сироче из 25. века, била је сапутница Првог Доктора и главни лик у програму током 2. и 3. сезоне 1965. Њено презиме никада није откривено током серије. Вики се појавила у 9 прича (38 епизода).

## Појављивање
Вики се први пут појављује у серијалу Спас (1965) у ком је преживела пад свемирског брода на планети Дидо. Њој и другом преживелом Бенету прети монструозни Коквилион када је упознала Доктора (Вилијам Хартнел) и његове пратиоце Ијана (Вилијам Расел) и Барбару (Џеклин Хил). Они откривају да је Коквиилион заправо Бенет који је побио посаду свемирског брода, међу којима је био и Викин отац. Још увек суочавајући се са недавним растанком од своје унуке Сузан на крају Најезде Далека на Земљу, Доктор позива тинејџерку да се придружи екипи ТАРДИС-а.
Вики је та која убеђује Доктора да дозволи Ијану и Барбари да користе времеплов Далека да се врате у своје време у Потери. На почетку Временског умешача, откривено је да се избеглица Стивен Тејлор (Питер Пурвс) склонио на ТАРДИС на крају Потере и од тада он прати Вики и Доктора.
Вики се на крају заљубљује у ратника Троила када се ТАРДИС спустио током опсаде Троје (Митотвораца). Пошто се уверила да ће Стивену и Доктору бити добро без ње, она одлучује да остане са Троилом и на крају улази у легенду као Кресида, име које јој је дао краљ Пријам. Она осигурава да тројанка Катарина (Адријан Хил) уђе у ТАРДИС уместо ње.
Старија Вики, коју још такође игра О'Брајенова, враћа се у епизоди огранка поводом 60. годишњице Приче о ТАРДИС-у, са Питером Пурвсом као Стивеном. Извучени из својих временских токова у ТАРДИС сећања, они се присећају догађаја из Временског умешача и деле појединости о својим животима пошто су напустили Првог Доктора. Вики и Троил су постали маслинари у Троји, и добили децу и унуке. Епизода се завршава гласом Вилијама Хартнела, што указује да им се Доктор придружио.

## Други медији
Вики се појављује у неколико огранак кратких прича у низу ББЦ кратки савети. У „Апокрифима Бипедијума“ Ијана Потера, Осми Доктор – пошто ју је убедио да је он каснији Доктор, а не млађи, како је Вики прво веровала због њеног незнања о регенерацији – саветује њу и Троила да се преселе у Корнвол како би избегли трагичан закључак своје приче како их је испричао Вилијам Шекспир.
Аудио причу о Великој завршници Фростфајер (Сапутничке хронике 2007.) испричала је старија Вики која живи у Картагини где су она и Троил путовали са Енејем, имали децу и настанили се, иако се показује да она сада жали због одлуке да остане у Троји. Фростфајер приказује Вики као помало усамљену и изоловану која разговара са помало злонамерним живим пепелом (искром феникса) јер је то једино биће са којим може да разговара о својим путовањима са Доктором. Вики се такође појављује у Патњи (2010) заједно са Стивеном и Ракеташем (Сапутничке хронике 2011.) поред Ијана и Барбаре. Такође се појавила у издању под називом Мрачна планета које је адаптација ненаправљене приче пријављене за другу сезону. Морин О'Брајен је прповедала ове приче, осим Ракеташа коју је читао Расел. Вики се такође појављује са Стивеном и Петим Доктором у аудио снимку Тајна историја када је Пети Доктор заменио места са Првим пре кључне пустоловине као део сложеног плана Монаха.
Вики се појављује у два романа Првог Доктора из низа Невиних несталих пустоловина: Муљатори Гарета Робертса (1996) поред Ијана и Барбаре и Царство од стакла Ендија Лејна (1995) заједно са Стивеном и Ирвингом Бракијателом. Појављује се са Ијаном и Барбаром у романима Ранијих Докторових пустоловина Бизантијум! Кита Топинга (2001) и Једанаести тигар Дејвида А. Мекинтија (2004). Ова друга наводи да је њено пуно име Вики Палистер.

## Развој
Вики је била замена за Докторову унуку Сузан (Керол Ен Форд) која је била прва сапутница која је напустила серију. Фордова је била незадовољна недостатком развоја свог лика. За разлику од Сузан, Вики је замишљена као земаљско сироче из будућности. Продукцијска екипа је разматрала многа имена за њу, а међу њима су била и нека чудна попут "Лаки" и "Тани". Морин О'Брајен је управо изашла из драмске школе када је добила улогу. То је био њен први телевизијски глумачки посао. Творац Доктора Хуа Сидни Њумен је рекао О'Брајеновој да размишљају о томе да је ошиша и офарба у црно. О'Брајенова је одбила, рекавши: "Онда лепо вратите Керол Ен Форд."

## Пријем
Рецензирајући Временског умешача, Кристофер Бан из АВ клуба написао је да је Вики била „више од само замене Сузан, већ и њено побољшање“ јер је О'Брајенова била „много ангажованија и живахнија глумица“. Бан је такође сматрао да је Вики за Стивена била „делотворнија препрека за разговор“ него што би Сузан била. Рецензент Радио времена Марк Брекстон похвалио је начин на који Вики преузима контролу у Музеју свемира, упоредивши је са каснијом сапутницом Саром Џејн Смит (Елизабет Слејден). Упркос томе, Брекстон је сматрао да је лик „лоше недовољно искоришћен“, иако је позитивно писао о томе како је поднет њен одлазак, а његов колега Патрик Малкерн је написао да је Вики показала „обећавање“ у својој првој причи, али су је „накратко променили каснији сценаристи“.